# Bentley R Type
Bentley R Type — люкс-автомобіль з 4-дверним кузовом седан британської компанії Bentley 1952–1955 років.

## Історія

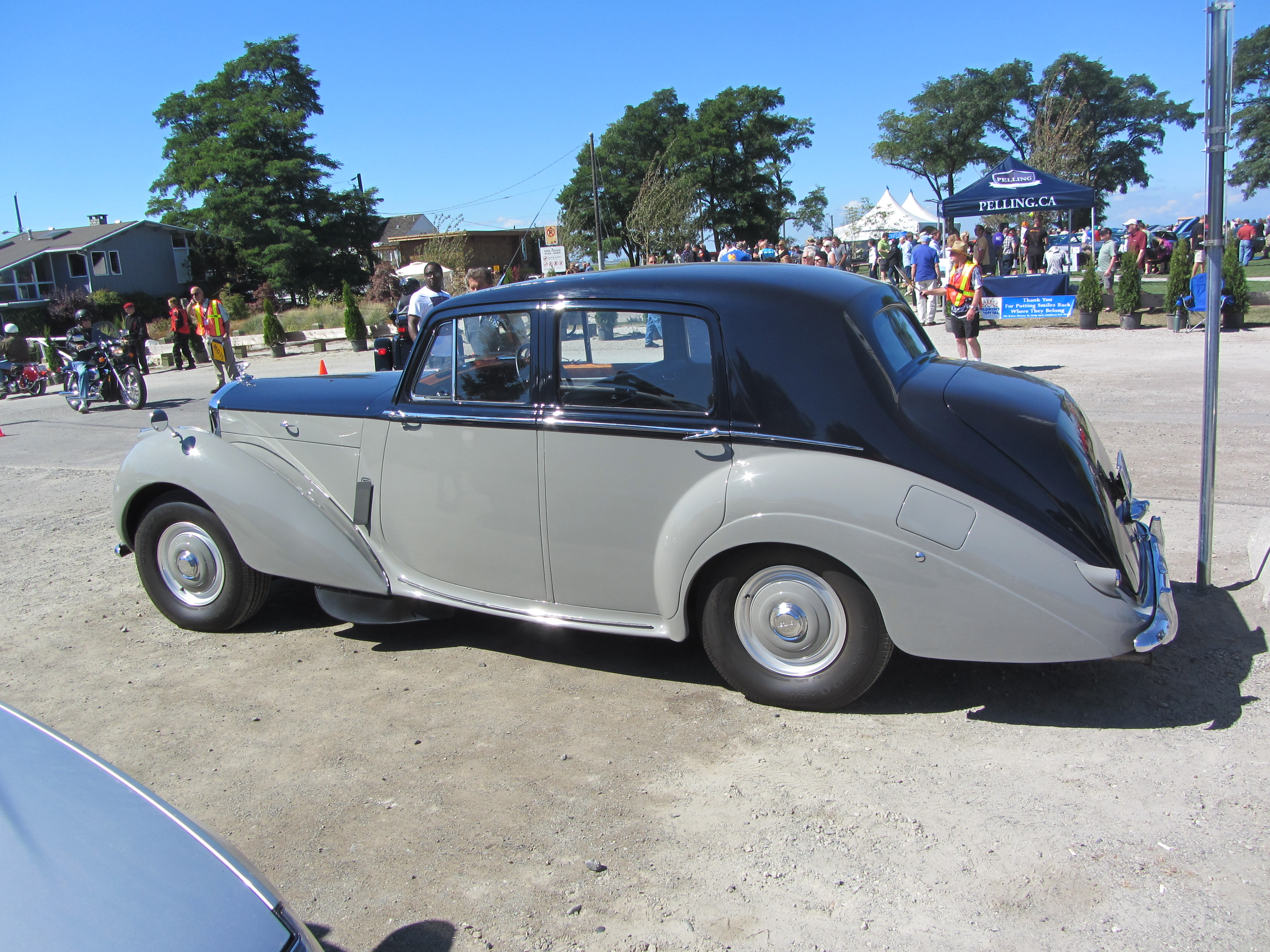
Bentley R Type

Остання модель, чий дизайн, технічні дані різнились від моделей компанії Rolls-Royce Motor Cars.
Було збудовано 2 323 машин з доволі застарілим дизайном кузова. По замовленню можна було встановлювати 4-ступеневу автоматичну коробку передач.

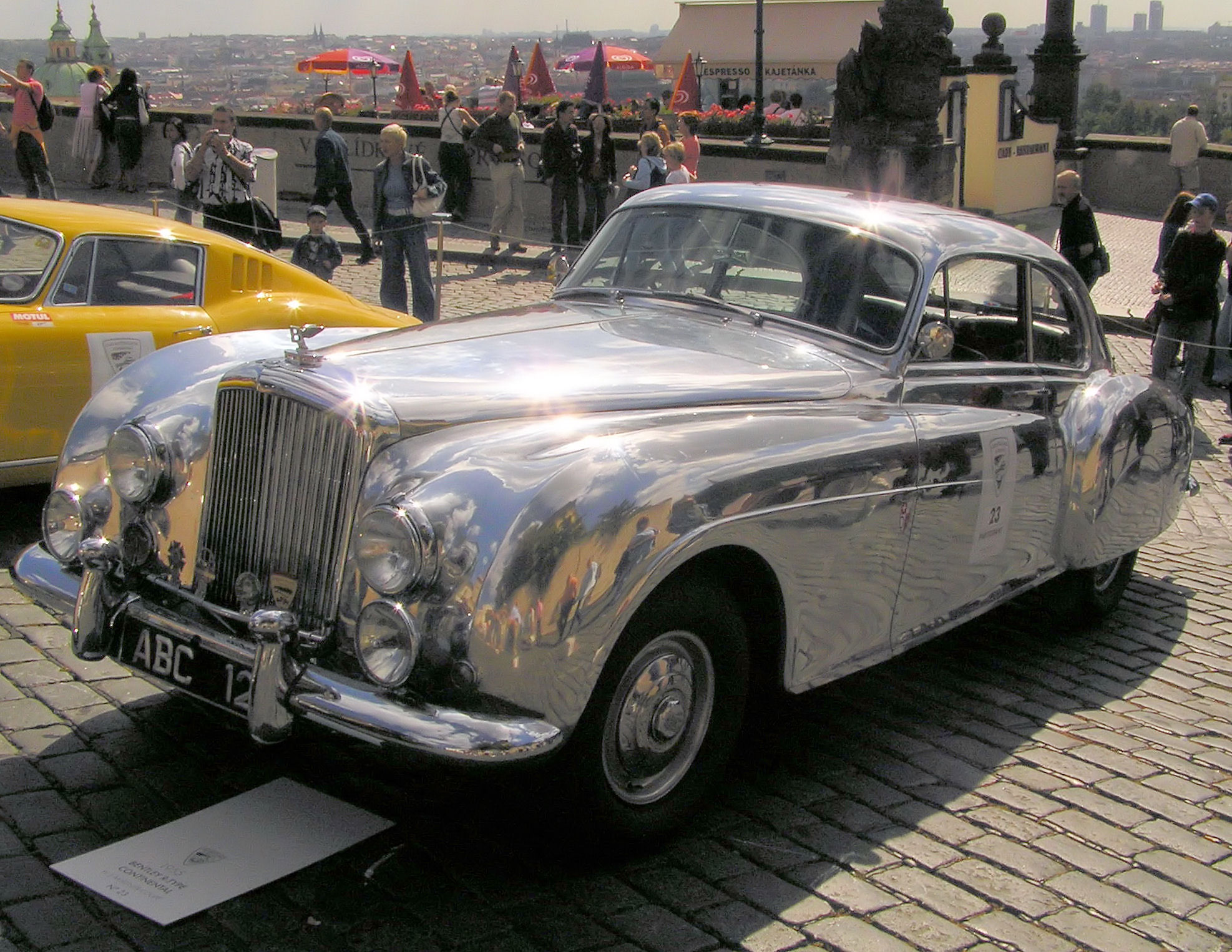
Bentley R-Type Continental. 1954

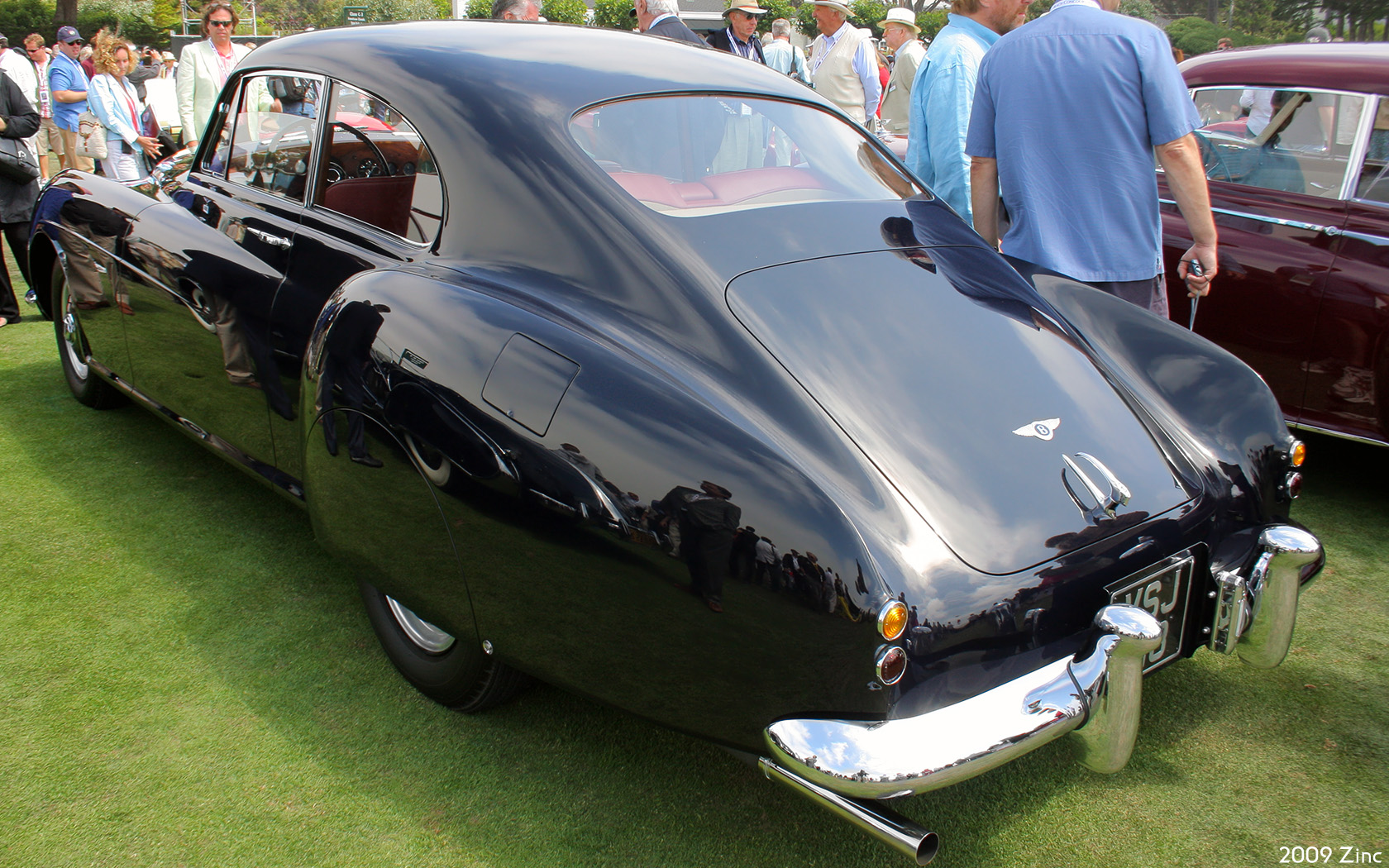
Тильна частина Bentley R-Type Continental. 1954

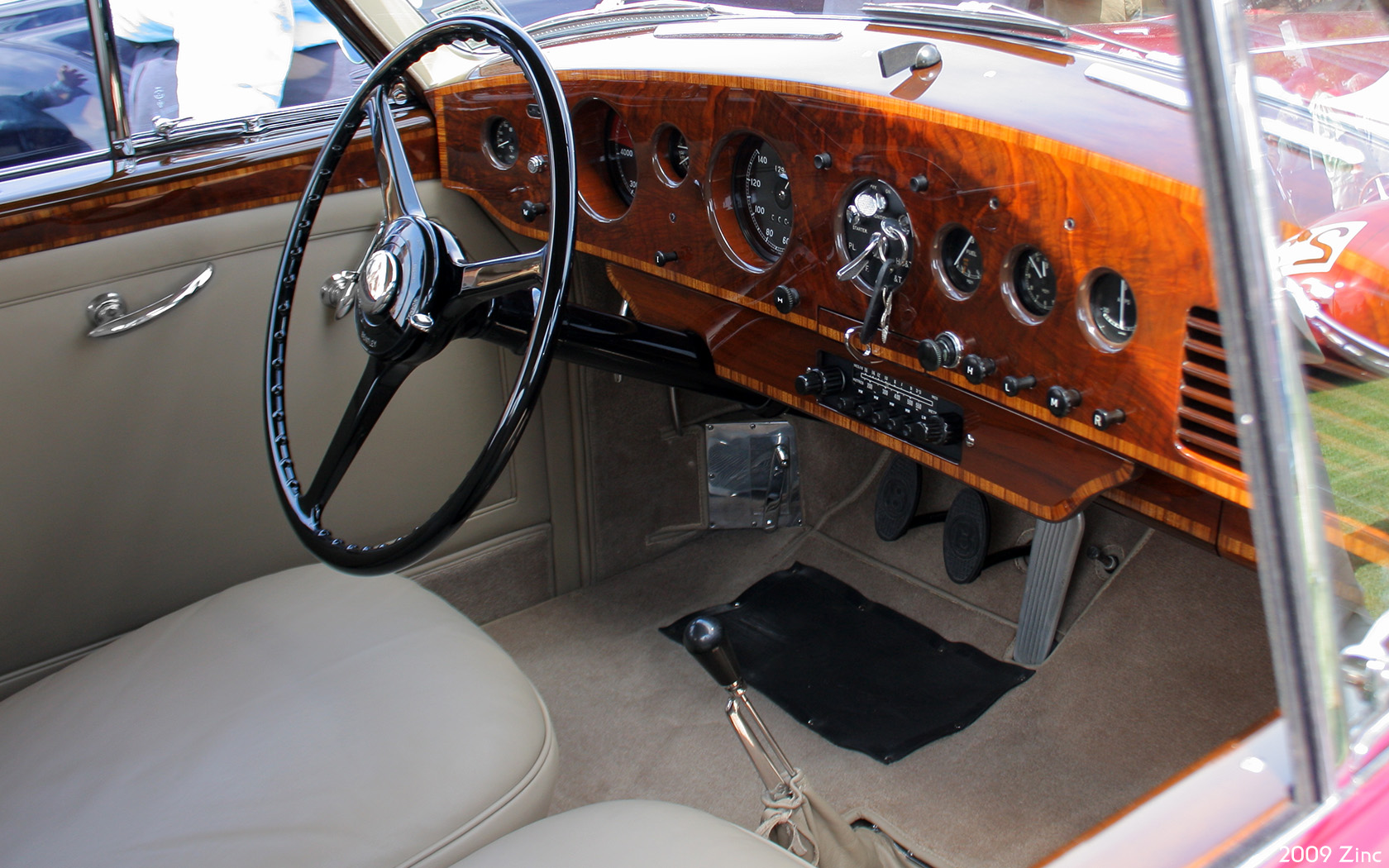
Панель приладів Bentley R-Type Continental. 1954

Було виготовлено 207 екземплярів Bentley R-Type Continental з 2-дверним кузовом, що була однією з найшвидших 4-місних машин свого часу. Дизайн кузова розробила компанія H. J. Mulliner & Co..